# Éric Brian
Éric Brian est un historien des sciences et un sociologue français né le 23 juin 1958 et décédé le 13 août 2025.

## Biographie
Ancien élève de l'École polytechnique (X1978), Eric Brian est docteur en mathématiques (1986, Université de Paris-Sud Orsay) et en histoire (1990, EHESS). 
De 1997 à 2018, il a enseigné à l’Université de Vienne (Autriche). 
Directeur d’études à l’École des hautes études en sciences sociales depuis 1999, d'abord au sein du Centre Alexandre-Koyré, il était depuis 2022 membre du Centre de Recherches historiques (CRH), après avoir été membre du Département de sciences sociales de l'Ecole normale supérieure de Paris (2005-2022).  
Il a dirigé durant de nombreuses années la Revue de synthèse. 

## Publications
- Lucien Febvre, Histoire et sciences. Paris, éditions de l'EHESS, 2023.
- Maurice Fréchet et Maurice Halbwachs, Le Calcul des probabilités à la portée de tous, réédition avec Laurent Mazliak et Hugo Lavenant. Strasbourg, Presses universitaires de Strasbourg, 2019.
- Émile Durkheim et Marcel Mauss,  De quelques formes primitives de classification (1903). Paris, Presses universitaires de France, 2017 (réédition).
- (dir.) « Sociologie générale, éléments nouveaux », Revue de synthèse, 133 (1), 2012.
- (co-dir.) « Social Memory and Hyper Modernity », International Social Science Journal (Unesco), 62 (203-204), 2011.
- Comment tremble la main invisible. Incertitude et marchés, Paris, Springer Verlag, 2009.
- Critique de la valeur fondamentale, codirigé avec Christian Walter. Paris, Springer Verlag, 2007.
- Le Sexisme de la première heure. Hasard et sociologie, avec Marie Jaisson. Paris, Raisons d'agir, 2007.
- The Descent of Human Sex Ratio at Birth. A Dialogue between Mathematics, Biology and Sociology, avec Marie Jaisson. Dordrecht, Springer Verlag, 2007.
- Maurice Halbwachs et coll., Le Point de vue du nombre (1936), codirigée avec Marie Jaisson. Paris, éditions de l'Ined, 2005.
- Condorcet, Tableau historique de l'esprit humain. Projets, Esquisse, Fragments et Notes (1772-1794), avec le groupe Condorcet sous la direction de Jean-Pierre Schandeler et Pierre Crépel. Paris, éditions de l'Ined, 2004.
- Règlement, usages et science dans la France de l'Absolutisme, codirigé avec Christiane Demeulenaere-Douyère. Paris, éditions Technique & Documentation, 2002.
- Staatsvermessungen. Condorcet, Laplace, Turgot und das Denken der Verwaltung. Wien, Springer Verlag, 2001.
- Histoire et mémoire de l'Académie des sciences. Guide de recherches, codirigé avec Christiane Demeulenaere-Douyère. Paris, éditions Technique & Documentation, 1996.
- (co-dir.) Henri Berr et la culture du XXe s. Histoire, science et philosophie, Revue de synthèse, 117 (1-2), 1996.
- La Mesure de l'État. Administrateurs et géomètres au XVIIIe siècle. Paris, Albin Michel, 1994.